# Harry Klein (Fußballspieler)
Harry Klein (* 14. Oktober 1958) ist ein ehemaliger deutscher Fußballspieler.

## Karriere

### Vereine
Harry Klein gelangte zur Saison 1977/78 zum FK Pirmasens und spielte für diesen eine Saison lang in der Gruppe Süd der seinerzeit zweigleisigen 2. Bundesliga. In seinen ersten 25 Punktspielen im Seniorenbereich gelang ihm ein Tor, das er am 22. März 1978 (27. Spieltag) bei der 1:4-Niederlage im Auswärtsspiel gegen Kickers Offenbach mit dem Treffer zum 1:0 in der 57. Minute erzielte, nachdem er am 6. August 1977 (1. Spieltag) bei der 2:4-Niederlage im Auswärtsspiel gegen den FC 08 Homburg debütiert hatte. Mit dem Abstieg seiner Mannschaft als Tabellenletzter in die seinerzeit drittklassigen Oberliga Südwest verließ er den Verein.
Auch sein neuer Verein Borussia Neunkirchen stieg am Saisonende 1978/79 in die Oberliga Südwest ab. Klein wurde für diese Mannschaft nur 17-mal in Ligaspielbetrieb eingesetzt und blieb dabei torlos. Sein Debüt im Wettbewerb um den DFB-Pokal gab er am 4. Oktober 1978 im Wiederholungsspiel der 2. Runde, das mit 0:2 gegen Borussia Dortmund verloren wurde.

### Nationalmannschaft
Als Nationalspieler debütierte er am 28. Oktober 1976 in Saarbrücken bei der 0:3-Niederlage gegen die Auswahl Portugals. Ferner nahm er vom 12. bis 19. November desselben Jahres mit der DFB-Jugendauswahl „A“ am Turnier um den Prinz-Albert-Pokal in Monaco teil, in dem er vier Spiele bestritt. Am 11. Dezember 1976 bestritt er in Hagen ein Freundschaftsspiel gegen die Auswahl der DDR (1:1). 1977 spielte er am 2. Februar in Brüssel bei der 0:1-Niederlage der DFB-Jugendauswahl „A“ gegen die der Auswahl Belgiens. Danach bestritt er drei weitere Länderspiele im April, einmal gegen die Auswahl Irlands (2:0 in Dublin) und zweimal gegen die Auswahl Schwedens (2:1 in Siegen und 3:3 in Hamm). Seine letzten fünf Einsätze für DFB-Jugendauswahl „A“ bestritt er im Rahmen des in Belgien ausgetragenen UEFA-Juniorenturniers, in dem er am 19., 21. und 23. Mai in Genk, Lüttich und Eupen die Gruppenspiele gegen die Auswahlen Jugoslawiens (2:1), Frankreichs (0:0) und Irlands (1:1) bestritt. Mit der 1:3-Niederlage gegen die Auswahl Bulgariens am 26. Mai in Charleroi wurde das Halbfinale verloren und auch das an- und abschließende Turnierspiel um Platz 3 am 28. Mai in Brüssel, das mit 2:7 deutlich gegen die Auswahl der Sowjetunion verloren wurde.